# Fiúk a parton
A Fiúk a parton (eredeti cím: December Boys) 2007-es ausztrál filmdráma, amelynek rendezője Rod Hardy, forgatókönyvírója Marc Rosenberg. A film Michael Noonan 1963-as, azonos című regénye alapján készült. A film 2007. szeptember 14-én jelent meg az Egyesült Királyságban és az Egyesült Államokban, Ausztráliában pedig 2007. szeptember 20-án került a mozikba.

## Rövid történet
Egy nyáron négy árva fiú, akik a legjobb barátokká váltak, ugyanazon család figyelméért versengenek.

## Szereplők
- Daniel Radcliffe - Maps
- Lee Cormie - Misty
- Christian Byers - Spark
- James Fraser - Spit
- Jack Thompson - Bandy McAnsh
- Teresa Palmer - Lucy
- Sullivan Stapleton - Félelem nélküli fickó
- Victoria Hill - Teresa
- Kris McQuade - Mrs. McAnsh
- Ralph Cotterill - Shellback
- Frank Gallacher - Scully atya

## Gyártás
Freddie Highmore is szóba került Maps szerepére, de Radcliffe helyettesítette, mert nem akarta elhagyni az Egyesült Királyságot, mivel beteg nagymamájával akart lenni.

## Fogadtatás
A Rotten Tomatoes honlapján 42%-os értékelést ért el 67 kritika alapján. A Metacritic oldalán 56 pontot szerzett a százból, 21 kritika alapján. Ausztráliában több újság is megjegyezte, hogy a Fiúk a parton kereskedelmi bukás volt a viszonylag nagy forgalmazás és reklámozás miatt, ugyanakkor a bevételek alacsonyak voltak.

## Bevétel
A film 633,606 dolláros bevételt hozott Ausztráliában.